# Cyrestis whitmei
Cyrestis whitmei är en fjärilsart som beskrevs av Butler 1877. Cyrestis whitmei ingår i släktet Cyrestis och familjen praktfjärilar. Inga underarter finns listade i Catalogue of Life.